# Monolog liryczny
Monolog liryczny – odmiana monologu, forma podawcza w liryce, wynurzenie podmiotu lirycznego, o silnym zabarwieniu uczuciowym i refleksyjnym.   
Monolog liryczny jest podstawową formą wypowiedzi w liryce bezpośredniej. Jest to wypowiedź "ja" lirycznego a o jej "bezpośredniości" decydują albo względy gramatyczne (zaimek osobowy lub/i czasowniki w pierwszej osobie liczby pojedynczej), albo stopień indywidualizacji monologu, powiązana z subiektywnym odczuwaniem, widzeniem lub pojmowaniem świata w rozważaniach lub przedstawieniu sytuacji. 
Najbardziej reprezentatywną formą jest liryka wyznania, monolog będący zwierzeniem podmiotu lirycznego np. Testament mój J. Słowackiego:

Żyłem z wami, cierpiałem i płakałem z wami,

Nigdy mi, kto szlachetny, nie był obojętny,

Dziś was rzucam i dalej idę w cień - z duchami -

A jak gdyby tu szczęście było - idę smętny.